# The Last Shift
The Last Shift ist eine US-amerikanische Tragikomödie aus dem Jahr 2020, die am 25. September 2020 veröffentlicht wurde. Regie führte Andrew Cohn, der auch das Drehbuch schrieb. Die Hauptrollen übernahmen Richard Jenkins und Shane Paul McGhie.

## Handlung
Seit achtunddreißig Jahren arbeitet Stanley in einem Drive-in-Restaurant in Albion, Michigan. Eine Woche vor seiner letzten Schicht soll er seinen Nachfolger Jevon anlernen. Jevon, ein junger Mann, der vor kurzem eine Gefängnisstrafe abgesessen hat und nun auf Bewährung entlassen wurde, ist ein selbstbewusster Schwarzer, der davon träumt, Journalist zu werden und politische Artikel zu schreiben.
Jevon wohnt bei seiner Mutter, auch seine Ex-Freundin Sidney wohnt mit ihrem gemeinsamen Sohn dort. Stanley will Michigan verlassen, um in der Nähe seiner kranken Mutter in Florida zu wohnen. Eines Tages wird Stanley in seiner Pause auf dem Weg zurück zum Restaurant überfallen und ihm werden seine Ersparnisse gestohlen. An seinem letzten Arbeitstag stiehlt er die Tageseinnahmen des Restaurants und macht sich auf den Weg nach Florida. Jevon wird von der Managerin des Drive-in verdächtigt, das Geld genommen zu haben, doch sie hat kein Interesse daran, deswegen die Polizei zu alarmieren, doch Jevon wird entlassen, obwohl er seine Unschuld beteuert.
Nachdem Stanley kurz nach seiner Abreise in einem Imbiss eine Pause eingelegt hat, springt sein Wagen nicht mehr an und er kehrt mit Hilfe seines Freundes Dale wieder nach Albion zurück. Jevon findet eine neue Anstellung in einer Leihbibliothek und fängt in seiner Pause damit an, einen Artikel zu schreiben. Stanley arbeitet als Tellerwäscher in einem anderen Schnellrestaurant.

## Produktion
Im Juli 2019 wurde bekannt, dass Richard Jenkins, Shane Paul McGhie, Da’Vine Joy Randolph, Birgundi Baker, Allison Tolman und Ed O’Neill zur Besetzung des Films gestoßen sind, bei dem Andrew Cohn Regie führt.

## Veröffentlichung
Der Film hatte seine Weltpremiere auf dem Sundance Film Festival am 27. Januar 2020. Im September 2020 erwarb Sony Pictures die Verleihrechte, der Kinostart war am 25. September 2020.

## Rezeption
Bei Rotten Tomatoes bekam der Film eine Zustimmungsrate von 63 Prozent, basierend auf 32 Kritiken, mit einer durchschnittlichen Bewertung von 6.6/10. Metacritic meldet eine Punktzahl von 61 von 100 basierend auf 13 Kritikerbewertungen, was auf „allgemein positive Kritiken“ hinweist.